# گیاگان هند

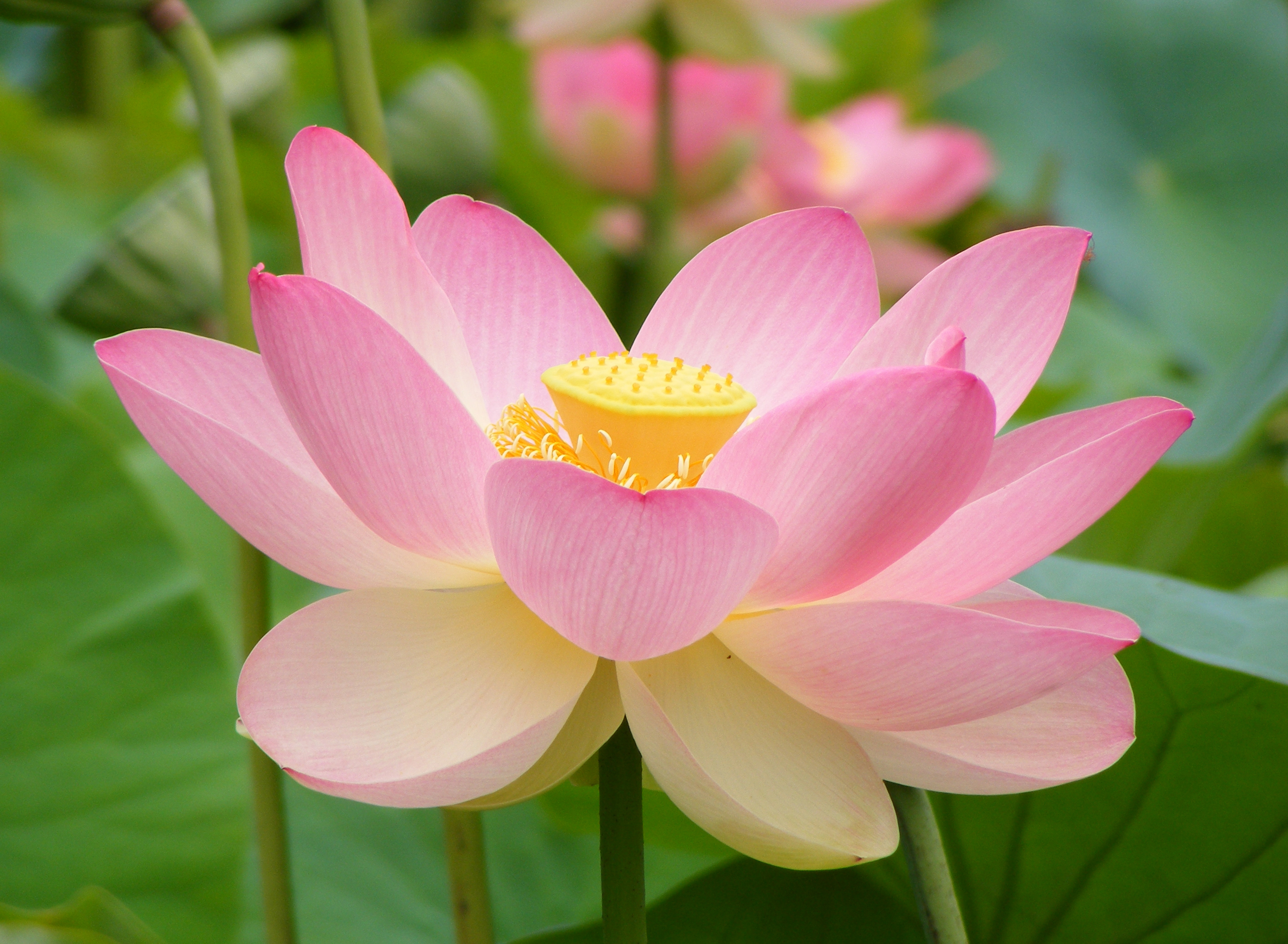
لاله مردابی، گل ملی هند

گیاگان هند (انگلیسی: Flora of India) به خاطر گسترهٔ وسیع اقلیمی، توپولوژی و زیستگاه، یکی از غنی‌ترین کشورها در دنیا می‌باشد. برآورد می‌شود که بیش از ۱۸٬۰۰۰ گونه گیاهان گلدار در هند وجود دارد که حدود ۶ تا ۷ درصد از کل گونه‌های گیاهی در دنیا را تشکیل می‌دهد. هند، محل زیست بیش از ۵۰٬۰۰۰ گونه از گیاهان، از جمله گونه‌های بومی است. از زمان‌های بسیار دور، استفاده از گیاهان به عنوان دارو، یک بخش جدایی ناپذیر از زندگی مردم در هند بوده‌است. بیش از ۳٬۰۰۰ گونه گیاه هندی، با توجه به در اختیار داشتن هشت منطقهٔ اصلی گیاگانی: هیمالیای غربی، هیمالیای شرقی، آسام، دشت سند، دشت  گنگ، دکن، مالابار و جزایر آندامان به‌طور رسمی به ثبت رسیده‌است.